# Direito desportivo
Direito do Esporte é um ramo do Direito que trata das relações jurídicas existentes nas atividades desportivas. Trata-se de todo um conjunto de regramentos, com disposições administrativas, trabalhistas, civis e fiscais, entre outras.
O esporte, parte integrante da história humana, com sua natureza e peculiaridades, necessita regras que atendam à essas particularidades. Ante a crescente massificação das relações desportivas no mundo, fizeram-se necessárias normas que regulassem eventuais lides.

## No Brasil
O precursor do Direito Desportivo no Brasil foi João Lyra Filho, autor de "Introdução ao Direito Desportivo", de 1952, primeira obra do gênero no Brasil. 
A Justiça Desportiva é uma justiça administrativa e não pertencente ao Poder Judiciário brasileiro. A sua existência está prevista no artigo 217 da Constituição Federal.
Os órgãos julgadores da Justiça Desportiva são os Superiores Tribunais de Justiça Desportiva, que atuam nas competições de âmbito nacional e os Tribunais de Justiça Desportiva que atuam nas competições estaduais e municipais.
Cada modalidade esportiva tem o seu próprio STJD, assim, diferentemente dos Tribunais ordinários, não existe um Superior Tribunal único.
A composição dos Tribunais de Justiça Desportiva está prevista na Lei Pelé.
Perante cada Superior Tribunal ou Tribunal pode existir tantas Comissões Disciplinares quanto se fizerem necessárias, as Comissões Disciplinares são os órgãos de primeira análise da maioria dos casos da justiça desportiva e os Tribunais ou Superiores Tribunais são os seus órgãos recursais.
A primeira intervenção da OAB no direito desportivo foi a criação da Comissão de Direito Desportivo da OAB de Santa Catarina. O primeiro presidente foi o advogado Rodrigo Titericz tendo como Vice Presidente Marcílio Krieger, no ano de 2000.

## Previsão Jurídica
O acesso a prática esportiva é um direito social e se encontra expressamente estampado no artigo 217, § 3º, da Constituição que estabelece:
É dever do Estado fomentar práticas desportivas formais e não-formais, como direito de cada um, observados:                                                                                                                                                                                  (...)
§ 3º O Poder Público incentivará o lazer, como forma de promoção social.
O esporte compõe o rol de uma vida saudável na qual se possa gozar de todo direito em sua maior proporcionalidade. O acesso a pratica esportiva é um direito e como tal tem por finalidade a manutenção de uma boa qualidade de vida.
Para Alexandre de Moraes “o direito constitucional ás práticas desportivas conjuga-se com o direito á vida, á saúde, ao lazer, em busca da efetivação do bem de todos, objetivo fundamental da República”1.
O direito a atividade esportiva está intimamente ligado ao direito à saúde. Portanto, o Estado, ao incentivar o esporte, acaba por proporcionar uma melhora na saúde pública que tem reflexos não só a âmbito social mais também econômico. 
Segundo o artigo 6º da Constituição de 1988:
São direitos sociais a educação, a saúde, a alimentação, o trabalho, a moradia, o lazer, a segurança, a previdência social, a proteção à maternidade e à infância, a assistência aos desamparados, na forma desta Constituição. (Redação dada pela Emenda Constitucional nº 64, de 2010)
Neste caso, o lazer previsto no artigo citado compõe uma acepção do âmbito do direito ao esporte.
Como bem ressalva Otavio Amaral Calvet “o direito a lazer insere-se na categoria dos direitos sociais prestacionais, seja por sua baixa densidade normativa na Constituição Federal, seja porque nas normas infraconstitucionais e tratados internacionais sua enunciação afigura-se em estilo aberto, não havendo maior concretização pelo legislador do seu conteúdo, mas apenas o reconhecimento da preocupação da sociedade com a efetivação do referido direito” (CALVET, 2010, p.61-62)
Ainda sob a égide do texto constitucional, o desporto é entendido como um fim quando o constituinte institui o salário mínimo. O salário mínimo existe para fixar um valor em dinheiro que deverá atender as necessidades mais vitais do homem. Segundo o artigo 7º, IV, da Constituição de 1988:
São direitos dos trabalhadores urbanos e rurais, além de outros que visem à melhoria de sua condição social:
(...)
IV -  salário mínimo, fixado em lei, nacionalmente unificado, capaz de atender às suas necessidades vitais básicas e às de sua família com moradia, alimentação, educação, saúde, lazer, vestuário, higiene, transporte e previdência social [..]
O salário mínimo tem por função viabilizar necessidades básicas do homem perfazendo o desporto uma das facetas para uma vida digna e saudável. 
O artigo 227 estabelece a promoção de políticas públicas a fim de viabilizar o acesso ao esporte.
É dever da família, da sociedade e do Estado assegurar à criança, ao adolescente e ao jovem, com absoluta prioridade, o direito à vida, à saúde, à alimentação, à educação, ao lazer, à profissionalização, à cultura, à dignidade, ao respeito, à liberdade e à convivência familiar e comunitária, além de colocá-los a salvo de toda forma de negligência, discriminação, exploração, violência, crueldade e opressão.
§ 1º O Estado promoverá programas de assistência integral à saúde da criança, do adolescente e do jovem, admitida a participação de entidades não governamentais, mediante políticas específicas e obedecendo aos seguintes preceitos;
Portanto, o desporto é considerado um direito social porque visa à qualidade de vida da sociedade e sua promoção é essencial em termos de saúde pública, de viver com dignidade, de efetivação do lazer, entre outras correlações. Todo este arcabouço constitui objetivos da República Federativa do Brasil.

## Disciplina curricular
O ramo desperta interesse no setor universitário devido á grande demanda no ramo esportivo e pouca oferta de trabalhadores do direito na área desportiva, sendo um negócio muito lucrativo a ser explorado. A criação da disciplina de Direito desportivo dá-se pela primeira vez como parte do curso de Direito da Universidade Federal do Rio Grande do Sul UFRGS.